# 楊時睿
楊時睿（1988年4月22日—），臺灣政治人物、社會運動者、環境運動者、交通改革運動者、前台灣維新中央執行委員，曾參與環保運動、白衫軍運動、太陽花學運、交通改革運動、聲援香港反送中、聲援白紙運動與籌辦還路於民大遊行等社會運動。

## 政治
2018年5月22日，代表台灣綠黨參選臺北市第五選舉區市議員。
2018年6月29日，國立清華大學月涵堂周邊圍牆遭遠東航空偷拆，楊時睿與助理開車行經時，察覺有怪手在動工，聯繫其他愛護文資的人士到場阻擋拆除。
2021年8月20日下午，楊時睿與環團代表王奕凱，在高雄市政府環境保護局大樓前召開記者會，要求公佈路竹底渣再處理廠堆放底渣的樣品與檢驗報告，要求高雄市環保局，針對路竹底渣再處理廠的惡臭問題、PH質過高問題，提出改善計畫。
2018年8月20日晚間，楊時睿被綠黨以不明原因撤銷提名，在各方輿論壓力下，綠黨中央仍不願說明原因，並揚言開除黨籍，而楊時睿本人也並不知道撤銷提名原因。
2018年8月30日，楊時睿以無黨籍登記參選臺北市第五選舉區市議員。
2018年11月30日，丁守中在九合一選舉敗選後聲請重新計票，同樣敗選的台北市議員候選人張凱鈞、伍大辰、楊時睿（由劉成謙代表）帶300個「恭喜丁丁連任台北市民2018限量紀念箱」到台北地院門口前發送，要丁守中尊重投票結果，勿浪費行政資源。
在2020年中華民國總統選舉中擔任張善政辦公室組織部主任，直至2019年8月2日前行政院院長張善政宣布退出選舉及加入韓國瑜國政顧問團成為總召後退出。
2019年8月24日，受前臺南縣縣長蘇煥智提名，經黨員大會投票獲選為台灣維新第一屆執行委員。
2019年12月20日，參與台灣維新「環台民主遶境」輔選候選人，並藉由環島機會深入地方推動地方自治及分稅制政策。
2020年7月1日，參與台灣機車路權促進會發起的「交通起義 公總償命」的活動中，嚴厲抨擊交通部公路局造成國安危機，並高喊「內政部在拚生育率，而交通部在拚死亡率」引起現場共鳴。
2021年4月5日，太魯閣號列車出軌事故發生後，前桃園市議員王浩宇在Facebook發文抨擊環保團體與綠黨反對並阻擋蘇花高速公路的建設，誤導民眾認知。楊時睿對王浩宇的「公路交通較安全」的說法提出質疑，認為公路交通事故發生率仍高於軌道交通許多，批評王浩宇誤導民眾認知、想刷存在感也刷錯方向。
2021年12月24日，台灣機車路權促進會於新北市發起「待轉大遶境 誕辰大歡慶」抗爭活動，多人遭警方逮捕，其中包含台灣維新的朱翊銘，楊時睿譴責新北市政府濫捕行為。
2022年7月9日，台灣交通安全協會、台灣機車路權促進會等民團發起交通解嚴大遊行，楊時睿代表台灣維新簽署「交通解嚴承諾書」。
2023年8月20日，與婦女部主任陳愷寧代表台灣維新與時代力量等政黨跨黨派協助發起人吳宜蒨主辦還路於民大遊行，並成為行人零死亡推動聯盟協會發起人之一。
2023年11月23日，楊時睿受台灣維新徵召參選2024年中華民國立法委員選舉臺北市第三選舉區。
2023年11月26日，楊時睿率陳愷寧、劉佩玲、陳長志、羅丹代表台灣維新出席「國道安全 還我路權」的活動，痛批交通部。
2023年11月28日，楊時睿率江映瑤、徐百弟、陳長志、劉佩玲代表台灣維新簽署公民監督國會聯盟國會改革同意書。
2024年1月21日，行人零死亡推動聯盟正式成立，楊時睿獲選為第一屆理事。
2024年3月17日，行人零死亡推動聯盟因交通部即將限縮檢舉、開放違規發起「全台快閃過馬路大富翁」活動，希望讓更多人正視台灣的交通問題；楊時睿與Facebook社團「行人天堂ほしい」創辦人小宇負責桃園的快閃活動，楊時睿接受媒體聯訪表示，世界各國的國際機場所在地都是先進的國際都市，但桃園市卻並非如此，位於機場周邊的大園市區卻連完整的人行道都沒有，「這是非常可恥的事」，希望透過行動喚起地方政府重視，改善整體用路人的交通狀況，讓桃園市能夠擁有國際城市該有的交通基礎設施。

## 選舉紀錄
| 年度 | 選舉屆數               | 選舉區           | 所屬政黨 | 得票數 | 得票率 | 當選標記 | 備註 |
| ---- | ---------------------- | ---------------- | -------- | ------ | ------ | -------- | ---- |
| 2018 | 第十三屆臺北市議員選舉 | 臺北市第五選舉區 | 無黨籍   | 1,030  | 0.57%  |          |      |
| 2024 | 第十一屆立法委員選舉   | 臺北市第三選舉區 | 台灣維新 | 1,378  | 0.69%  |          |      |

## 逸聞
2018年選戰拜票時，被時任民主進步黨籍臺北市萬華區和平里里長李彬基在Facebook批評戴著手套跟人握手、手套還是真皮的；據本人曾在Facebook上說明服役時曾發生意外，後遺症致使右手必須時常戴手套來保護，手套的材質也非真皮。

## 外部連結
- 楊時睿的Facebook專頁
- 楊時睿的Instagram帳戶